# Чистерна-ді-Латіна
Чистерна-ді-Латіна (італ. Cisterna di Latina) — муніципалітет в Італії, у регіоні Лаціо,  провінція Латина.
Чистерна-ді-Латіна розташована на відстані близько 45 км на південний схід від Рима, 16 км на північ від Латини.
Населення — 36 742 особи (2014).

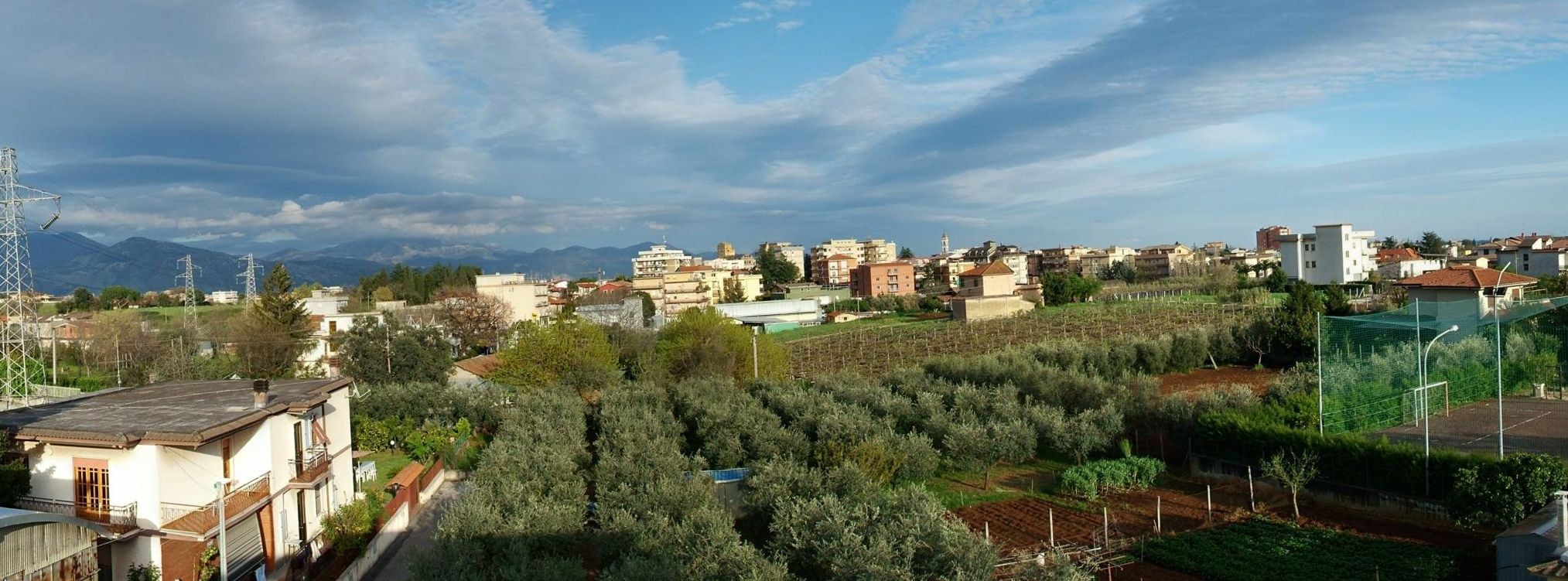

Щорічний фестиваль відбувається 16 серпня. Покровитель — святий Рох.

## Демографія
Населення за роками:

Станом на 1 січня 2023 року в муніципалітеті офіційно проживало 3869 іноземців з 80 країн, серед них 1220 громадян країн Євросоюзу та 62 громадяни України.

## Сусідні муніципалітети
- Апрілія
- Артена
- Корі
- Латина
- Норма
- Сермонета
- Веллетрі